# Jamiroquai

Jamiroquai é uma banda britânica de funk e acid jazz formada em 1992, liderada pelo cantor Jay Kay. A banda é popular no mundo todo e é um dos membros mais conhecidos do cenário acid jazz londrino do início dos anos 90, junto a outros grupos como Incognito, Galliano. Seu som é inspirado na música negra da década de 1970, e suas letras e conceitos visuais ocasionalmente lidam com o idealismo social e ambiental. Eles também se baseavam no rock, na música eletrônica e na música latina, e no palco se apresentavam com vários músicos da banda tocando ao vivo. Ao longo dos anos, Kay permaneceu consistentemente como líder em várias mudanças na formação.

O grupo vendeu mais de 35 milhões de álbuns no mundo inteiro e ganhou um Grammy em 1997. Apesar de se ter estreado como uma banda de acid jazz, o grupo explorou outros géneros musicais ao longo dos anos.
O nome Jamiroquai deriva do nome da tribo nativa norte-americana Iroquoi, com a qual Jay Kay diz se identificar filosoficamente.

## Formação da banda
Jason "Jay" Kay começou a compor músicas para enviar a gravadoras. Entre elas, estava When You Gonna Learn?, escrita com 16 anos de idade. De início, gravou-a em estúdio na Round House, em Camden. Os produtores desta sessão alteraram-na e produziram-na com base nas tendências principais. Jay não gostou dos resultados e restaurou-os para a sua preferência, depois de uma disputa. Em 1991, afiliou-se à Acid Jazz Records, depois de enviar uma gravação a cantar uma música dos Brand New Heavies. De seguida, foi juntando membros para a banda, incluindo o seu amigo Wallis Buchanan, que tocava o didgeridoo. Foi-lhe sugerido pelo seu agente que juntasse o teclista Toby Smith, mas não ficou convencido de início. Smith voltaria a encontrar a banda depois de um ato de suporte para os Brand New Heavies. Convenceu Kay a integrá-lo no grupo como teclista e co-compositor. A primeira música escrita pelos dois foi Too Young to Die.
Sendo Jay Kay o líder e imagem da banda, muitos referem-se a ele como Jamiroquai. Além disso, é o único signatário do contrato com a discográfica sob o nome Jamiroquai. Há boatos de que a banda é o resultado de uma audição falhada de Jay para vocalista dos Brand New Heavies. Contudo, estes rumores são desmentidos por eles.

### Primeiro single
O primeiro single da banda When You Gonna Learn? originou uma disputa entre gravadoras, sendo a Sony Soho Square vencedora, com quem assinaram um contrato de oito álbuns, uma proeza para um jovem que andava de skate, tinha uma paixão por roupas vintage e usava um chapéu esquisito.

## Evolução da banda
O primeiro disco, Emergency On Planet Earth, de 1993, foi o álbum que mais cópias vendeu em menos tempo, desde os tempos de Faith, de George Michael. 
The Return Of the Space Cowboy, de 1994, com os seus comentários satíricos e mordazes, é bastante agressivo, mas o sucesso da banda não ultrapassou as fronteiras britânicas. Entretanto, o álbum que deu a conhecer Jamiroquai a nível mundial, Travelling Without Moving, veio com um aviso preocupante, profético, sobre os perigos associados à engenharia biogenética. Tal álbum foi precedido pelo single Cosmic Girl, single de 4 faixas com remixes do êxito do grupo. O single vencedor de um Grammy e quatro prémios MTV Virtual Insanity, foi lançado no dia em que a ovelha Dolly nasceu. Este álbum conquistou a crítica e o público, tendo atingido o estatuto de platina em todo o mundo. 
Logo após Virtual Insanity, surgiram desavenças durante a criação do álbum Synkronized. Com o álbum quase pronto, Stuart Zender deixou a banda, que, por motivos de direitos de autor, teve de refazer o álbum, de maneira a que Zender não constasse como co-autor. Boatos dizem que Stuart Zender se queixava de que Jay ganhava mais dinheiro do que os outros membros, e estava insatisfeito com isso. Há também uma especulação de que a última faixa do Synkronized, King for a Day, reflete a visão de Kay a respeito de Zender e sua ganância.  
Depois de Synkronized, já sem a colaboração de Stuart Zender, o grupo colaborou em No Boundaries, um projeto que contou com vários artistas, como Pearl Jam e Alanis Morissette e cujas receitas reverteram para os refugiados do Kosovo.
Em 2001, lançam A Funk Odyssey, que trouxe o hit Love Foolosophy, seguido de quatro anos a preparar Dynamite.
Dynamite foi escrito e gravado em Espanha, Itália, Costa Rica, Escócia, Nova Iorque, Los Angeles e também no próprio estúdio de Jay, criado para o efeito na sua mansão em Buckinghamshire. Vale lembrar que apenas Jay Kay, Derrick McKenzie e Sola Akingbola constam da formação original do álbum.
No dia 16 de agosto de 2010, foi anunciado no site oficial da banda um novo álbum intitulado Rock Dust Light Star, previsto para ser lançado em novembro de 2010.
Em janeiro de 2017, a banda lança um vídeo promovendo o seu oitavo álbum, intitulado Automaton, que apresentou um primeiro single bem mais voltado para a música eletrónica; porém, outras canções lembraram os seus últimos trabalhos. Anunciaram também dez concertos na Ásia e Europa nesse ano. Começando por Tóquio, em maio, e terminando no Festival Sudoeste (Portugal), em agosto.

## Discografia
Nota: Todas as datas referentes aos lançamentos originais no Reino Unido.

### Álbuns de estúdio
- Emergency on Planet Earth (1993)
- The Return of the Space Cowboy (1994)
- Travelling Without Moving (1996)
- Synkronized (1999)
- A Funk Odyssey (2001)
- Dynamite (2005)
- Rock Dust Light Star (2010)
- Automaton (2017)

### Albuns ao vivo
- Live in Verona
- Live in Montreux

### Compilações do vocalista
- Late Night Tales: Jamiroquai
- June 8
- Jay Selection
- Hollywood Swinging - Minidisc

### Compilações
- High Times: Singles 1992-2006

### Singles
De Emergency on Planet Earth:
- When You Gonna Learn?"(1992)  #52 UK
- Too Young to Die" (1993) #10 UK
- Blow Your Mind" (1993) #12 UK
- Emergency on Planet Earth" (1993) #32 UK
- When You Gonna Learn?" (1993 re-release) #28 UK

De The Return of the Space Cowboy:
- Space Cowboy(1994) #17 UK
- Half the Man (1994) #15 UK
- Stillness in Time(1995) #9 UK
- Light Years (1995)  #36 UK
- The Kids (Apenas no Japão) (1994)
- Morning Glory (1995)

De Travelling Without Moving:
- Do You Know Where You're Coming From? (M-Beat) (1996)  #12 UK
- Virtual Insanity (1996)  #3 UK
- Cosmic Girl (1996)  #6 UK
- Alright (1997)  #6 UK
- High Times (1997)  #20

De Synkronized:
- Deeper Underground (1998)  #1 UK
- Canned Heat (1999)  #4 UK
- Supersonic (1999)  #22 UK
- King For A Day (1999)  #20 UK
- Black Capricorn Day (Apenas no Japão) (2000)

De A Funk Oddysey:
- Little L (2001)  #5 UK
- You Give Me Something (2001)  #16 UK
- Love Foolosophy (2002)  #14 UK
- Corner Of The Earth (2002)  #31 UK
- Main Vein (2002)

De Dynamite:
- Feels Just Like It Should (2005)  #8 UK
- Seven Days In Sunny June (2005)  #14 UK

De High Times: Singles 1992-2006:
- Runaway (2006)
- Radio (2006)

De Rock Dust Light Star:
- White Knucle Ride (2010)  #39 UK
- Blue Skies (2010)  #76 UK
- Lifeline (2011)

De Automaton:
- Automaton (2017)
- Cloud 9 (2017)
- Superfresh (2017)
- Summer Girl (2017)
- Nights Out In The Jungle (2018)

Convite:
- Do You Know Where You're Coming From? (M-Beat featuring Jamiroquai) (1996)  #12 UK

De Godzilla Soundtrack:
- Deeper Underground (1998)  #1 UK

- I'm in the Mood for Love (with Jools Holland) (2001)  #29 UK

Remixes
- Space Cowboy(2006)
- Deeper Underground(2006)
- Cosmic Girl(2006)
- Love Foolosophy(2006)

## Membros
Atuais
- Jason Kay - Voz
- Rob Harris - Guitarra
- Derrick McKenzie - Bateria
- Paul Turner - Baixo
- Sola Akingbola - Percussão
- Matt Johnson - Teclado
- Nate Williams - Teclado, Guitarra

Antigos
- Gavin Dodds
- Simon Katz
- Andrew Levy
- Stuart Zender
- Toby Smith
- Simon Carter
- Maurizio Ravalico
- Nick Van Gelder
- Wallis Buchanan

### Convidados
- Andrew Levy - Baixo (1992)
- Simon Bartholomew - Guitarra (1992)
- Martin Shaw - Trompete
- Beverley Knight - Voz (2001)

Cronologia